# 7442-es mellékút (Magyarország)
A 7442-es számú mellékút egy közel 15 kilométer hosszú, négy számjegyű országos közút Vas vármegyében, Kemeneshát tájegységben.

## Nyomvonala
A 74-es főútból ágazik ki, annak 65,900-as kilométerszelvényénél, Győrvár belterületének nyugati szélén, délnyugati irányban. Az ellenkező irányba ugyanott ágazik ki a 74 185-ös út: ez Győrvár főutcájaként húzódik, túlnyomórészt északi irányban, kiszolgálva Győrvár megállóhelyet is, és a település északi szélén torkollik vissza a 74-esbe.
1 kilométer után az út átlép Hegyhátszentpéter területére, és kicsivel ezután már beér a község házai közé is, ahol a Béke utca nevet veszi fel. 2,7 kilométer után lép a következő település, Petőmihályfa területére, melynek házait 3,6 kilométer után éri el. Ott Hunyadi utca a neve a falu központjáig, amit a 4. kilométerénél ér el. Ezt követően délnek fordul, észak-északnyugati irányban pedig a 7443-as út indul ki ugyaninnen.
A 4,550-es kilométerszelvényénél lép az út Andrásfa területére, majd 5,8 kilométer után egy elágazáshoz ér: itt torkollik bele kelet felől a Zalaegerszegen induló 7404-es út, 12,5 kilométer megtétele után. A 7442-es út andrásfai belterületi részeket nemigen érint, délnek halad tovább, a hetedik kilométeréig.
Azt követően délnyugati irányt vesz, és kicsivel ezután átlép Telekes község területére. A falu házait 8,3 kilométer után éri el, a neve ott előbb Petőfi Sándor utca, majd egy irányváltás után Fő utca, végül egy újabb irányváltást követően Rákóczi Ferenc utca. 9,4 kilométer megtételét követően hagyja el a település lakott területeit és innen északi irányban halad tovább.
A 10,750-es kilométerszelvényénél kiágazik belőle egy alsóbbrendű út nyugat felé, Telekes község Kistelekes településrészére, de onnantól már Telekes és Gersekarát határvonalát követi, a 11. kilométerétől pedig már ez utóbbi település területén húzódik. Ott elhalad a Sárvíz-tó mellett, majd a Béke utca nevet felvéve Gerse településrész főutcájaként nyúlik el észak felé. 14. kilométere után már Vasvári utca a neve, így torkollik be a 7441-es útba, annak 10,200-as kilométerszelvényénél.
Teljes hossza, az országos közutak térképes nyilvántartását szolgáló kira.gov.hu adatbázisa szerint 14,612 kilométer.

## Települések az út mentén
- Győrvár
- Hegyhátszentpéter
- Petőmihályfa
- Andrásfa
- Telekes
- Gersekarát

## Hídjai
Öt számottevő hídja van, ezek az alábbiak.
- A 4+580-as kilométerszelvényénél a Sárvíz-patak hídja Petőmihályfánál; az egynyílású szerkezetű monolit vasbeton lemezhíd nyílásköze 16,03 méter, a teljes pályafelülete 150 négyzetméter; 1965-ben épült.
- A 9+156-os kilométerszelvényénél egy időszakos vízfolyás feletti híd Telekesnél; az egynyílású szerkezetű monolit vasbeton lemezhíd nyílásköze 2,42 méter, a teljes pályafelülete 30 négyzetméter; 1926-ban épült.
- A 9+696-os kilométerszelvényénél egy időszakos vízfolyás feletti híd Telekes után; az egynyílású szerkezetű monolit vasbeton lemezhíd nyílásköze 2,50 méter, a teljes pályafelülete 26 négyzetméter; 1937-ben épült.
- A 10+456-os kilométerszelvényénél egy időszakos vízfolyás feletti híd Telekes után; az egynyílású szerkezetű monolit vasbeton lemezhíd nyílásköze 3,00 méter, a teljes pályafelülete 33 négyzetméter; 1941-ben épült.
- A 11+244-es kilométerszelvényénél a Sárvíz-patak hídja Gersekarát előtt; a háromnyílású szerkezetű monolit vasbeton lemezhíd legnagyobb nyílásköze 4,80 méter, a teljes pályafelülete 67 négyzetméter; 1941-ben épült.

A többi hídját nem tartják számon sem az 1945 előtt épült hidak, sem az 1945 után épült, 10 méternél hosszabb hidak között.